# Cusset (plaats)
Cusset is een gemeente in het Franse departement Allier (regio Auvergne-Rhône-Alpes). De gemeente telde 13.329 inwoners op 1 januari 2022. De plaats maakt deel uit van het arrondissement Vichy.

## Geschiedenis
De plaats werd al bewoond in de Gallo-Romeinse tijd. Bij opgravingen in 2018 onder de Place Victor Hugo werden resten van woningen uit deze tijd gevonden.
De abdij van benedictinessen van Cusset werd gesticht in 886. De plaats groeide bij deze abdij en hing er ook van af. In de 11e en de 12e eeuw beleefde Cusset een bloeiperiode. Het was gelegen op de grens tussen de Bourbonnais en de Auvergne en er werden jaarmarkten gehouden. Later in de 14e eeuw gold Cusset als een van de dertien 'goede steden van Auvergne'. In 1440 werd hier de vrede tussen koning Karel VII en de dauphin, de latere koning Lodewijk XI, gesloten die een einde maakte een de edelenopstand van de Praguerie.
In de 13e eeuw kreeg Cusset een stadsmuur en deze werd in 1475 nog vernieuwd. Maar eind 17e eeuw had deze geen militair nut meer en werd hij niet langer onderhouden. De stadsomwalling werd eind 18e eeuw afgebroken. In 1792, na de Franse Revolutie, werd de abdij van Cusset definitief gesloten.
In 1844 werd een eerste thermale bron gegraven en Cusset, gelegen naast het bekende kuuroord Vichy, probeerde een graantje mee te pikken van het groeiende toerisme. Maar hieraan kwam een einde na een brand in het hotel van het kuuroord van Cusset in 1879. In 1895 kwam er een tramverbinding met Vichy en in 1910 werd er ook een treinstation geopend. Het station van Cusset sloot in 1949.

## Geografie
De oppervlakte van Cusset bedroeg op 1 januari 2022 31,93 vierkante kilometer; de bevolkingsdichtheid was toen 417,4 inwoners per km².
De Sichon, een zijrivier van de Allier, stroomt door de gemeente.
De onderstaande kaart toont de ligging van Cusset met de belangrijkste infrastructuur en aangrenzende gemeenten.

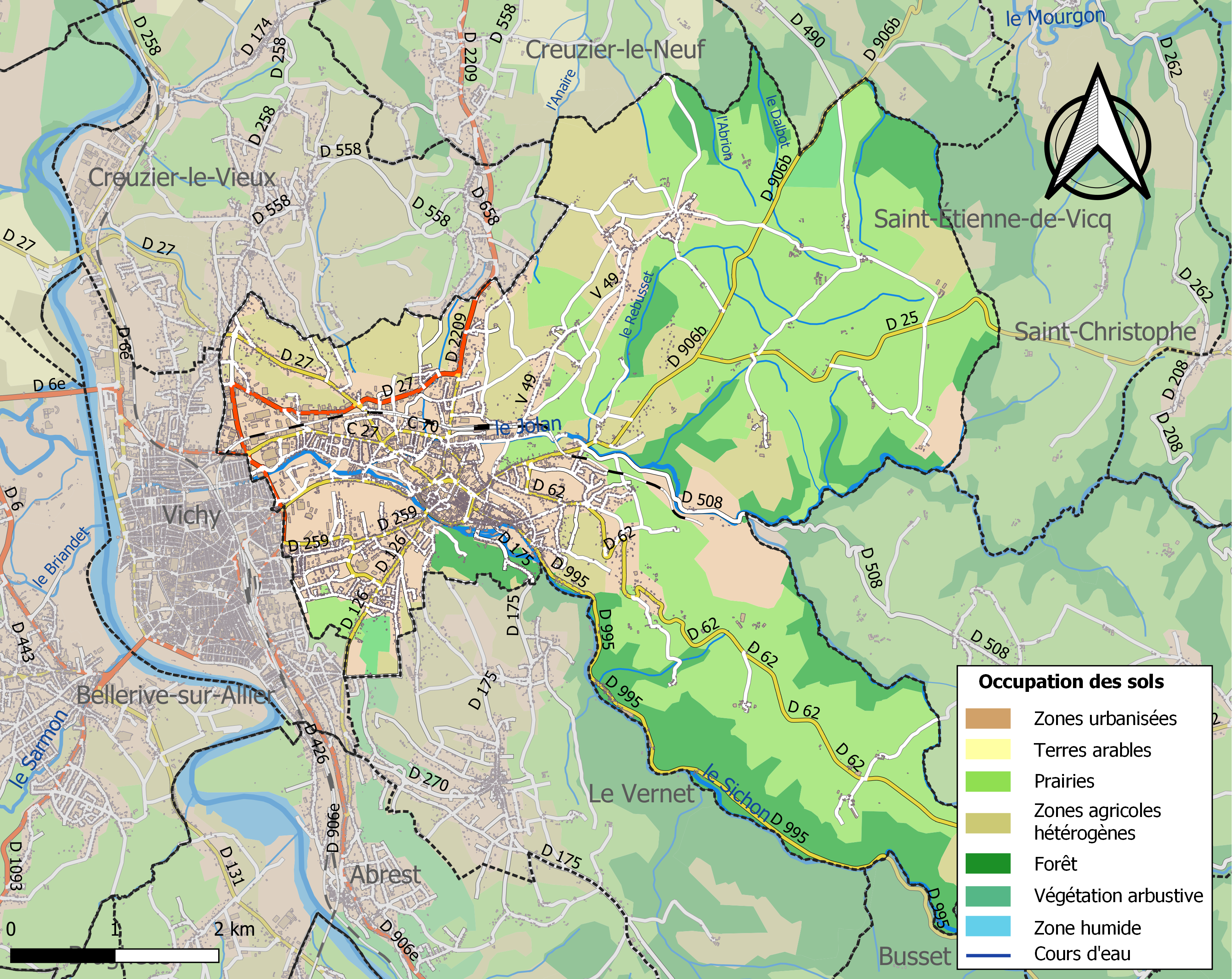

## Demografie
In 1966 werd de kaap van 10.000 inwoners gerond.
Onderstaande figuur toont het verloop van het inwonertal (bron: INSEE-tellingen).
Vanwege een beveiligingsprobleem met de MediaWiki Graph-software is het momenteel niet mogelijk deze grafiek weer te geven. Zodra de software is bijgewerkt zal de grafiek vanzelf weer zichtbaar worden.

## Bezienswaardigheden
Van de stadsomwalling is enkel de Tour Prisonnière bewaard gebleven. Deze toren deed vanaf de 16e eeuw dienst als gevangenis en herbergt sinds 1980 het gemeentelijk museum. Op het noordelijk en oostelijk deel van de stadswallen werden wandelboulevards aangelegd: de Cours Tracy, Cours Arloing en Cours Lafayette. Van twee van de vier voormalige stadspoorten zijn nog fundamenten zichtbaar. Het gemeentehuis is gevestigd in de voormalige abdij. Cusset bezit geen oude kerken. De voormalige kapittelkerk Notre-Dame en de abdijkerk werden afgebroken na de Franse Revolutie. De 11e-eeuwse kerk Saint-Saturnin werd in de tweede helft van de 19e eeuw afgebroken en vervangen door een neogotische kerk.

### Afbeeldingen

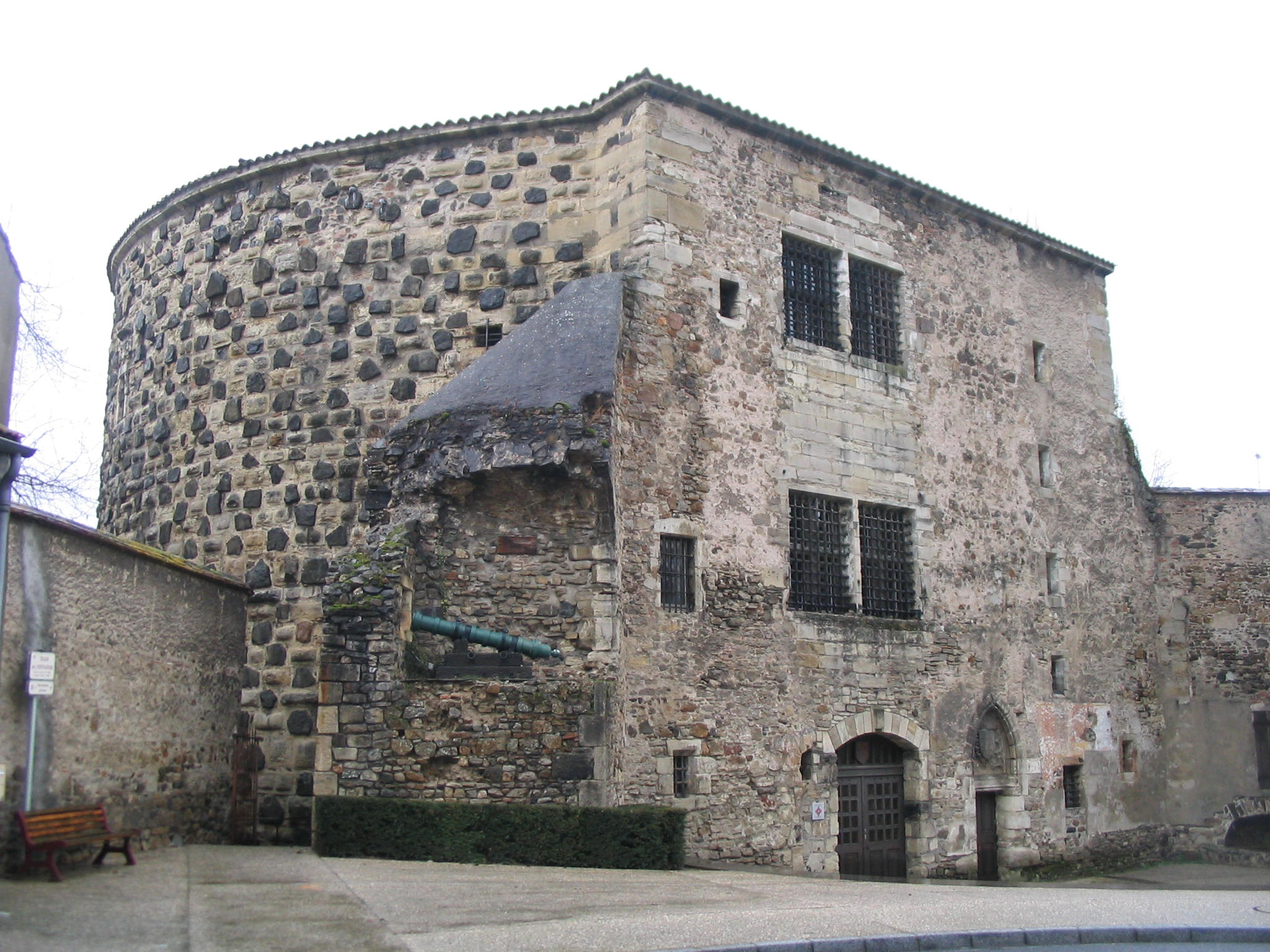
Tour Prisonnière
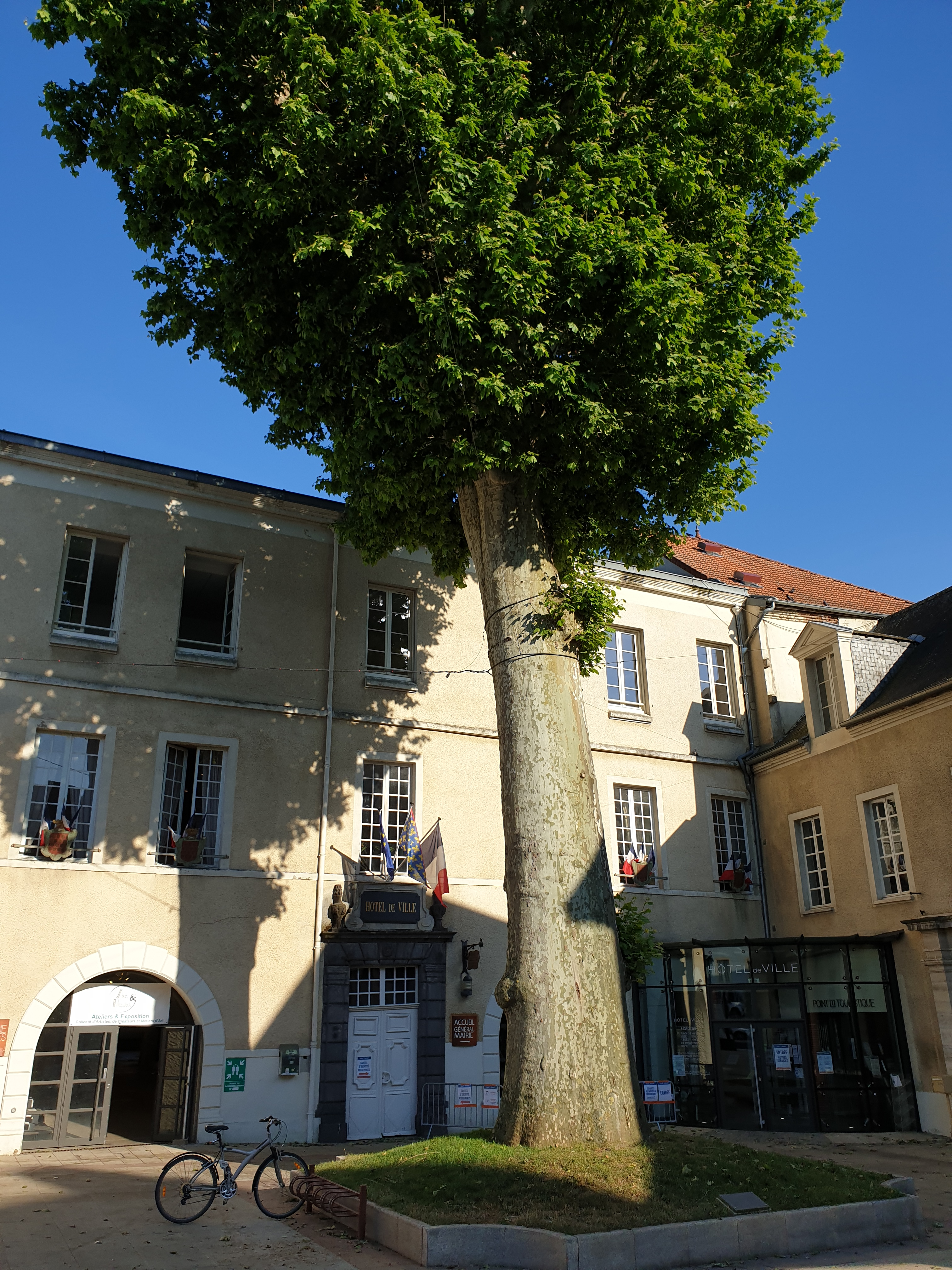
Gemeentehuis
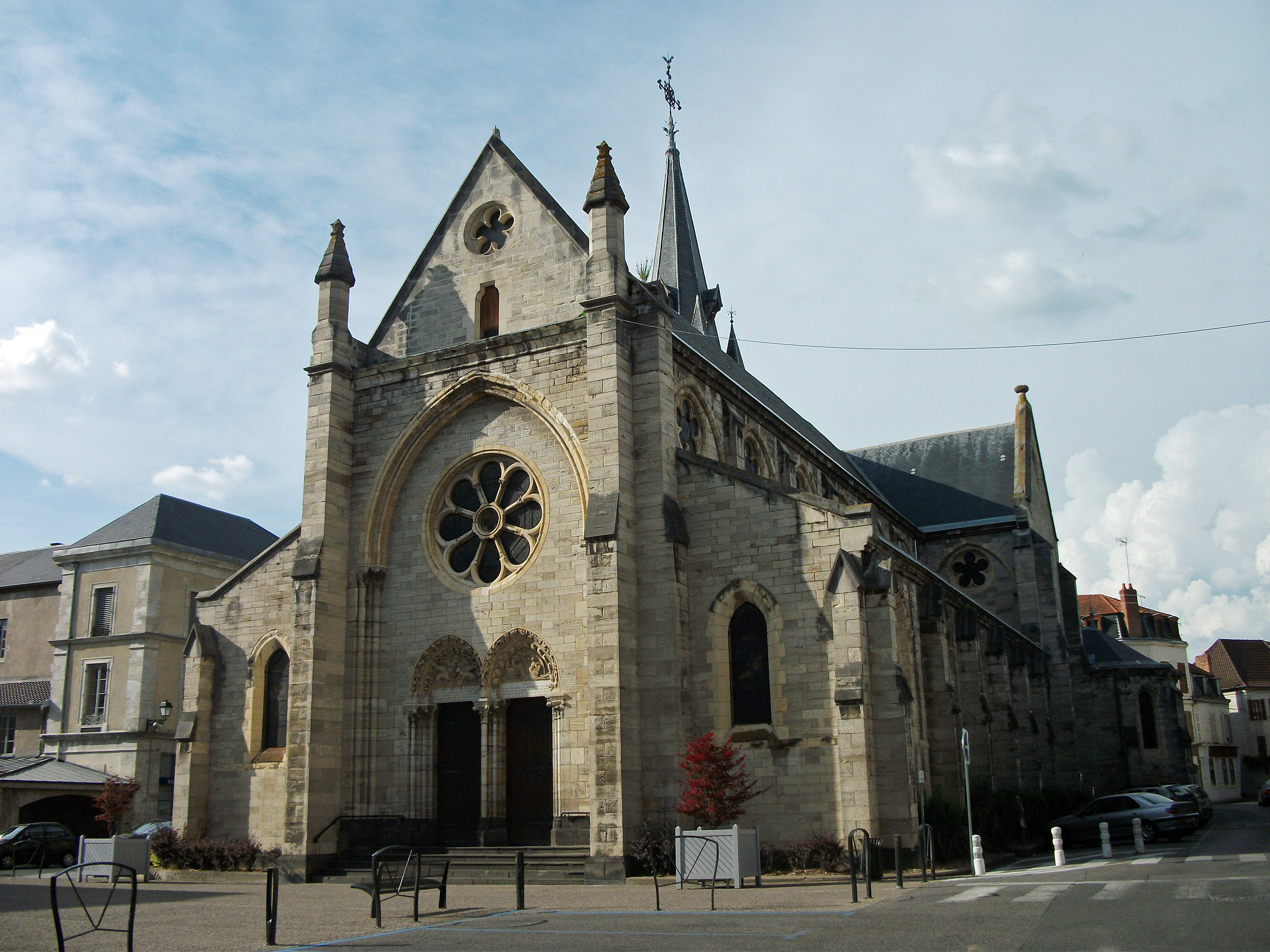
Kerk Saint-Saturnin
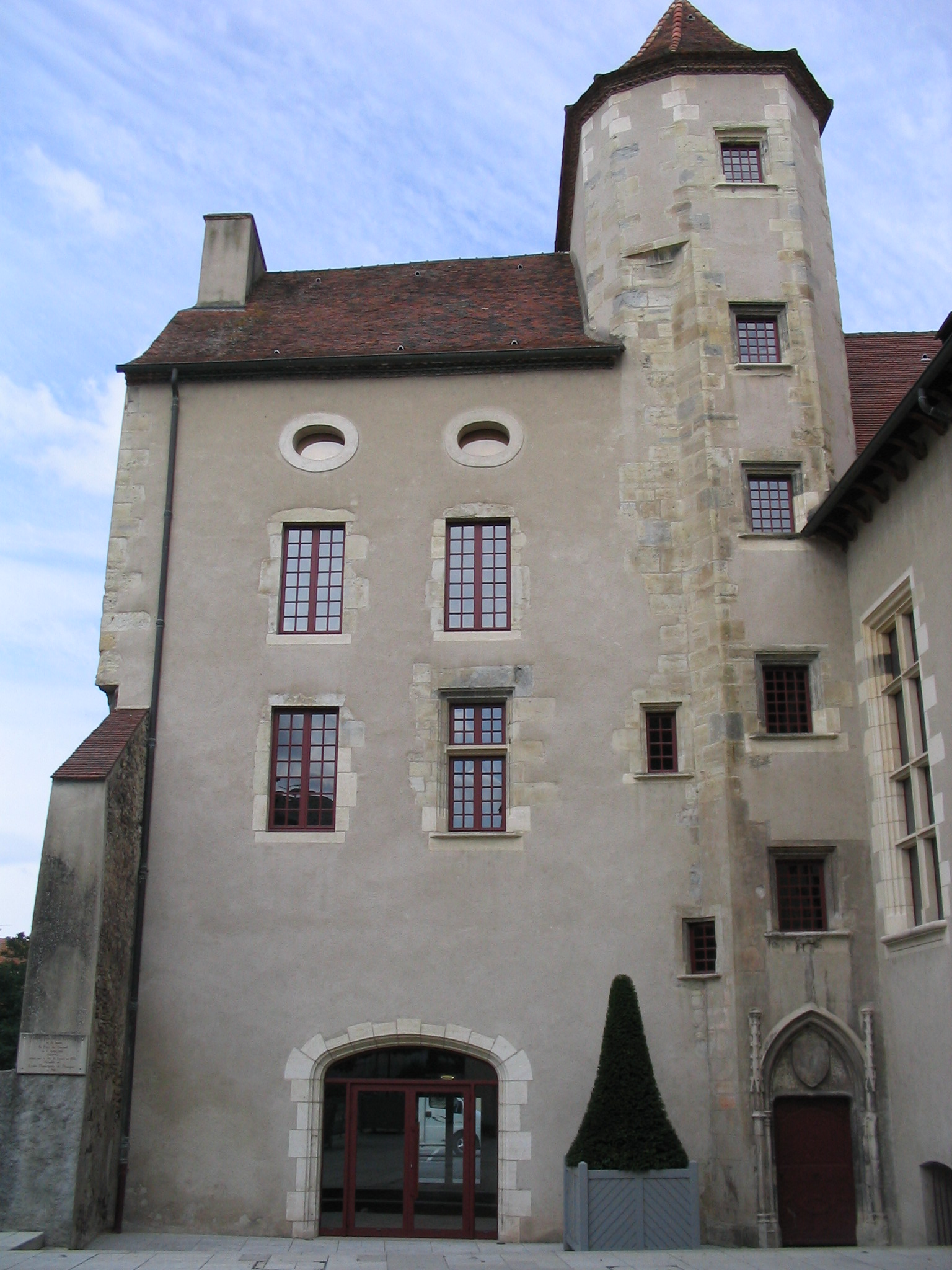
Maison de Louis XI
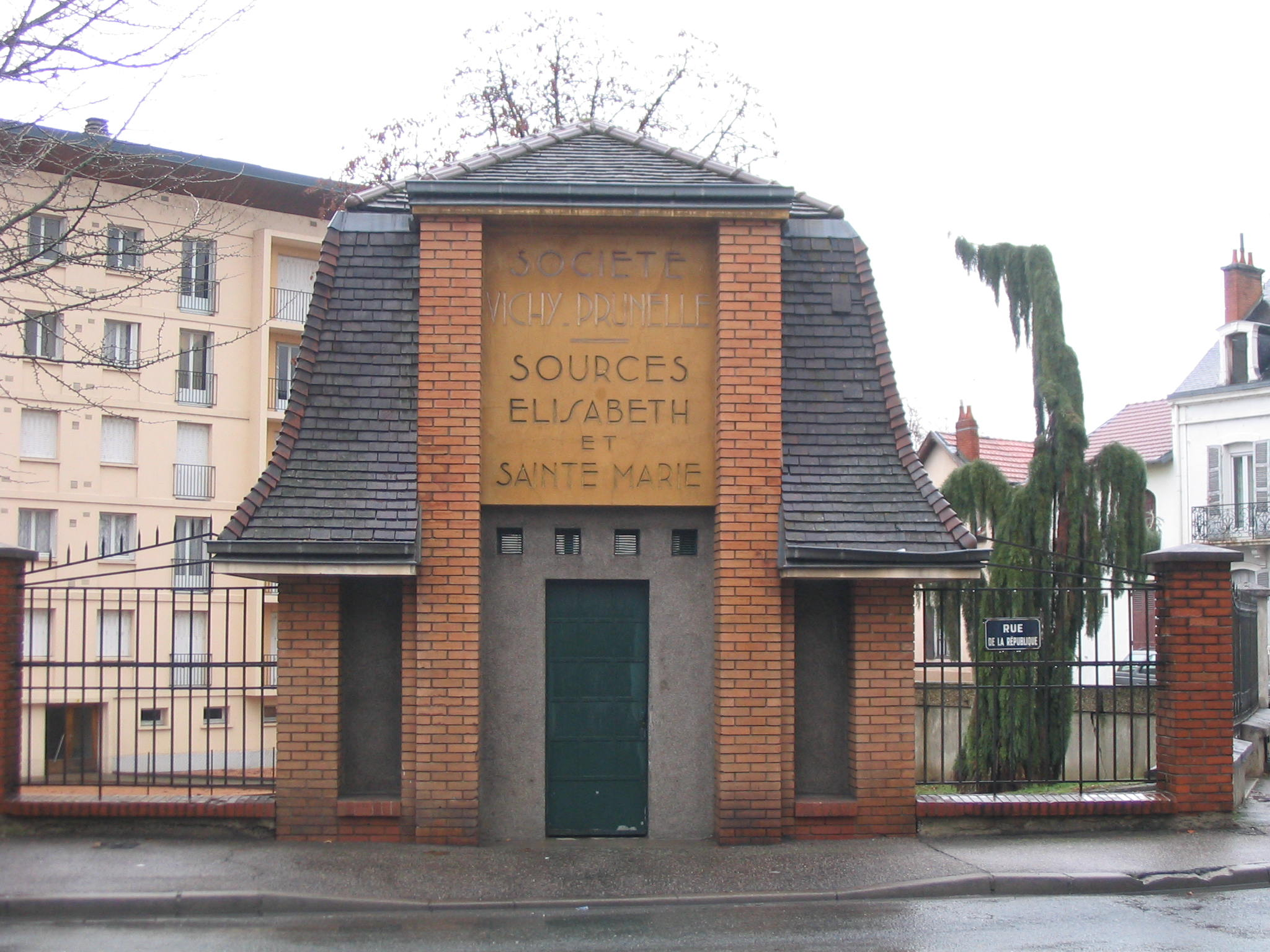
Sources Elisabeth Sainte-Marie
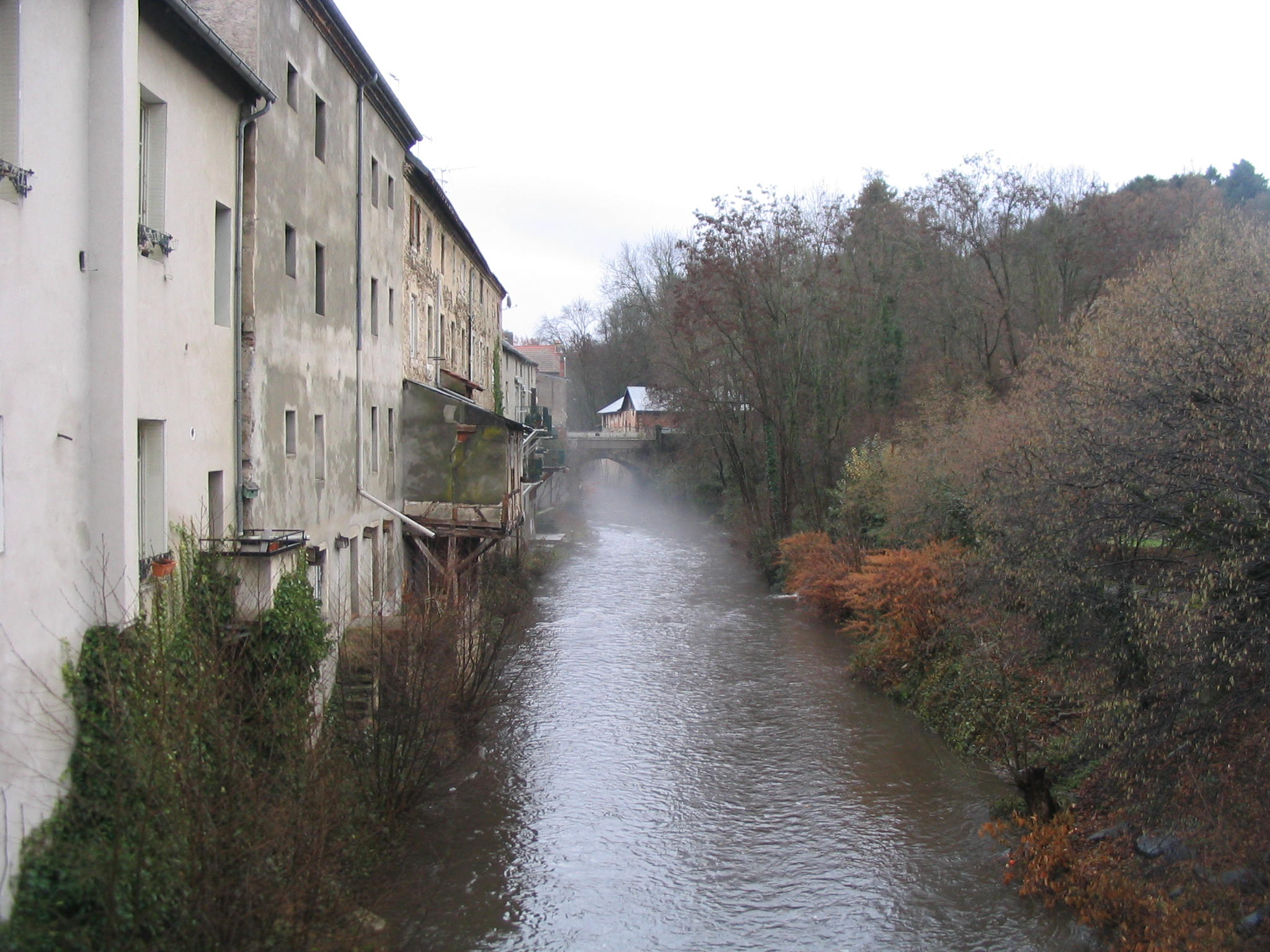
De Sichon

## Geboren
- Jean de Doyat (ca.1445-1498), militair en gouverneur van Auvergne